# Manuel Ordeñana
Manuel Ordeñana (* Guayaquil, Provincia del Guayas, Ecuador, 4 de enero de 1940) es un exfutbolista ecuatoriano que jugaba de arquero.

## Trayectoria
Empezó su carrera profesional en el Panamá de Guayaquil. En 1962 llegó al Emelec en donde se quedó hasta 1967.  Posteriormente tuvo un paso por el Deportivo Quito y el Everest.
Estuvo en las ediciones de la Copa Libertadores 1963, Copa Libertadores 1966 y Copa Libertadores 1969. 
Luego de su retiro del fútbol se dedicó a ser entrenador de fútbol.  Fue entrenador del Everest en 2000.

## Selección nacional
Fue internacional con la Selección de fútbol de Ecuador en 1 ocasión durante las Eliminatorias para el Mundial de México 1970.

### Participaciones internacionales
- Eliminatorias al Mundial México 1970.

## Clubes
| Club            | País    | Año       |
| --------------- | ------- | --------- |
| Panamá          | Ecuador | 1961      |
| Emelec          | Ecuador | 1962-1968 |
| Deportivo Quito | Ecuador | 1969      |
| Everest         | Ecuador | 1970      |

## Palmarés

### Campeonatos locales
| Título                  | Club   | País    | Año  |
| ----------------------- | ------ | ------- | ---- |
| Campeonato de Guayaquil | Emelec | Ecuador | 1962 |
| Campeonato de Guayaquil | Emelec | Ecuador | 1964 |
| Campeonato de Guayaquil | Emelec | Ecuador | 1966 |

### Campeonatos nacionales
| Título                 | Club   | País    | Año  |
| ---------------------- | ------ | ------- | ---- |
| Campeonato Ecuatoriano | Emelec | Ecuador | 1965 |

- Datos: Q99619881